# آلفين يو
آلفين يو (بالصينية: 杨康海) (بالإنجليزية: Alvin Yeo)‏ هو محامي وسياسي سنغافوري، ولد في 28 مارس 1962 في سنغافورة. حزبياً، نشط في حزب العمل الشعبي. وقد انتخب عضو مجلس الشعب السنغافوري عن دائرة دائرة تمثيل مجموعة هونغ كاه ‏ وقد انضم خلال فترته النيابية ‏ للكتلة البرلمانية حزب العمل الشعبي وانتخب عضو مجلس الشعب السنغافوري عن دائرة دائرة تمثيل مجموعة تشوا تشو كانغ ‏ وقد انضم خلال فترته النيابية ‏ للكتلة البرلمانية حزب العمل الشعبي وانتخب عضو مجلس الشعب السنغافوري.